# Printassia Johnson
Printassia Johnson (* 11. Dezember 1993 in Nassau) ist eine bahamaische Leichtathletin, die sich auf den Sprint spezialisiert hat.

## Sportliche Laufbahn
Erste internationale Erfahrungen sammelte Printassia Johnson bei den CARIFTA Games 2009 in Vieux Fort, bei denen sie mit der bahamaischen 4-mal-100-Meter-Staffel in 47,04 s die Bronzemedaille in der U17-Altersklasse gewann. 2011 begann sie ein Studium an der Illinois State University und beendete 2015 zwischenzeitlich ihre Karriere als Leichtathletin. 2022 schied sie bei den NACAC-Meisterschaften in Freeport mit 11,66 s in der Vorrunde im 100-Meter-Lauf aus und gewann mit der Staffel in 43,34 s gemeinsam mit Anthonique Strachan, Devynne Charlton und Tynia Gaither die Silbermedaille hinter dem Team aus den Vereinigten Staaten. 

## Persönliche Bestzeiten
- 100 Meter: 11,66 s (+0,1 m/s), 20. August 2022 in Freeport
  - 60 Meter (Halle): 7,65 s, 21. Februar 2015 in Birmingham